# François Marty i Jurquet
François Marty (Corbera la Cabana, 1904 - carretera a prop de Montpeller, 29 de maig del 1971) va ser un polític rossellonès que fundà la Fédération des cercles marxistes-léninistes de France.

## Biografia
Fill de pagesos, als 22 anys començà a treballar de professor al poble miner de Vallmanya. Un mes després comença a militar en la cèl·lula del Partit Comunista Francès dels miners de "La Pinosa", la mina de ferro local. El juliol del 1936 fundà el Travailleur catalan (que dirigí fins al 1939) i durant la guerra civil espanyola s'integrà en els comitès Amsterdam-Pleyel, que donaven suport a la lluita antifranquista.
Durant la segona Guerra Mundial fou represaliat pel govern de Vichy a causa dels seus ideals comunistes. Entrà a la Resistència i amb el nom de guerra de "Commandant Quinta" dirigí l'escola militar dels F.T.P. del sud-oest de França (1943-1944). Amb el nom de comandant Bourgat dirigí l'alliberament de Carcassona, i de Quilhan, Coisan, Esperasan i Limós.
Combaté la desestalinització del partit al 20 congrés del PCUS, el 1956. L'agost del 1963 va fer un viatge informatiu a Albània i a la seva tornada s'arrenglerà contre les tesis del comunisme ortodox i en favor de les tesis del Partit Comunista Xinès i del Partit del Treball d'Albània. A l'any següent participà en la desena conferència mundial anti-atòmica de Tòquio, on denuncià públicament la curiosa concordança entre els governs americà i rus pel tractat de Moscou; i recolzà les proposicions de desarmament nuclear que el govern xinès havia anunciat l'agost del 1963. El viatge de tornada a França va ser via Xina, on s'estigué divuit dies i, de tornada, denuncià novament la deriva que ell creia que patien els ideals del comunisme francès; de resultes, hom el feu expulsar del PCF. El mateix 1964 va ser un dels fundadors de la "Fédération des cercles marxistes-léninistes", embrió del que el 1967 seria el Parti communiste marxiste-léniniste de France. Fundà la revista L'Humanité Nouvelle el febrer del 1965, però després del maig del 1968 el govern la prohibí titllant-la d'òrgan del PCMLF. Pocs mesos després esdevingué director del quinzenal L'Humanité Rouge, una publicació que maldava per difondre a França el pensament marxista-leninista i maoista. Va ser amic íntim d'Enver Hoxha, primer secretari del Partit dels Treballadors albanès (i que envià un telegrama de condol en la mort de Marty), i conegué Mao Zedong personalment.